# Cathédrale Saint-George de Georgetown
Cette  cathédrale n’est pas la seule cathédrale Saint-Georges.
La cathédrale Saint-George (en anglais : St. George's Cathedral) est un édifice voué au culte anglican situé à Georgetown, capitale du Guyana. Comptant parmi les plus hauts bâtiments en bois au monde avec 43,5 m de hauteur, l'église, due à l'architecte Arthur Blomfield (1829-1899) et siège du diocèse du Guyana, a été inaugurée le 24 août 1892 et consacrée le 8 novembre 1894. Elle est classée National Monument par le National Trust of Guyana. 

## Historique
Un projet de restauration de l’édifice est lancé le 26 avril 2015 par le révérend Cornell Jerome Moss, évêque anglican du diocèse du Guyana. Le 28 septembre 2016, les administrateurs du diocèse du Guyana investissent 100 000 000 $ dans le processus de restauration. Ces restaurations portent sur les murs extérieurs et intérieurs de l’édifice ainsi que sur sa crypte.